# Hillsdale (Nueva Jersey)
Hillsdale es un borough ubicado en el condado de Bergen en el estado estadounidense de Nueva Jersey. En el año 2000 tenía una población de 10.087 habitantes y una densidad poblacional de 1,306.9 personas por km².

## Geografía
Hillsdale se encuentra ubicado en las coordenadas 41°0′27″N 74°2′33″O / 41.00750, -74.04250.

## Demografía
Según la Oficina del Censo en 2000 los ingresos medios por hogar en la localidad eran de $82,904 y los ingresos medios por familia eran $90,861. Los hombres tenían unos ingresos medios de $65,052 frente a los $43,558 para las mujeres. La renta per cápita para la localidad era de $34,651. Alrededor del 3.3% de la población estaba por debajo del umbral de pobreza.